# Furubergstjärnen, Härjedalen
Furubergstjärnen är en sjö i Härjedalens kommun i Härjedalen och ingår i Ljusnans huvudavrinningsområde.